# Pegomya striata
Pegomya striata är en tvåvingeart som först beskrevs av Stein 1920.  Pegomya striata ingår i släktet Pegomya och familjen blomsterflugor. Inga underarter finns listade i Catalogue of Life.